# Mouhssine Lahsaïn
Mouhssine Lahsaïn (* 23. August 1985 in Khouribga) ist ein marokkanischer Radrennfahrer.

## Sportliche Laufbahn
Mouhssine Lahsaïn gewann 2006 jeweils eine Etappe bei der Tour du Faso und bei der Tour du Maroc, Erfolge, die er in den folgenden Jahren mehrfach wiederholen konnte. Wenig später errang er bei den Panarabischen Spielen in Ägypten die Goldmedaille im Straßenrennen. 2010 gewann er die Gesamtwertung der Tour du Mali. Im selben Jahr wurde er marokkanischer Meister im Einzelzeitfahren wie auch 2011, 2012 und 2017. Im Jahre 2015 gewann er die Gesamtwertungen der Etappenrennen Tour Ivoirien de la Paix, Grand Prix Chantal Biya und Tour du Faso.
2016 wurde Lahsaïn Afrikameister im Einzelzeitfahren, im Mannschaftszeitfahren errang er mit dem marokkanischen Nationalteam Bronze. 2017 wurde er zum zweiten Mal nach 2011 marokkanischer Zeitfahrmeister.

## Erfolge
2006
- eine Etappe Tour du Faso
- eine Etappe Tour du Maroc

2007
- Panarabische Spiele – Straßenrennen
- eine Etappe Tour du Faso

2009
- eine Etappe Tour du Faso
- zwei Etappen Tour du Rwanda

2010
- Vice President Cup
- Gesamtwertung Tour du Mali
- Marokkanischer Meister – Einzelzeitfahren
- Les Challenges de la Marche Verte – Grand Prix Sakia El Hamra

2011
- eine Etappe und Gesamtwertung Tour du Maroc
- Marokkanischer Meister – Einzelzeitfahren
- Afrikameisterschaft – Mannschaftszeitfahren
- Panarabische Spiele – Mannschaftszeitfahren
- Panarabische Spiele – Einzelzeitfahren

2012
- Les Challenges Phosphatiers – Challenge Youssoufia
- Marokkanischer Meister – Einzelzeitfahren

2014
- Les Challenges de la Marche Verte – GP Oued Eddahab
- Criterium International de Sétif
- Challenge du Prince – Trophée Princier

2015
- Gesamtwertung und eine Etappe (EZF) Tour Ivoirien de la Paix
- Gesamtwertung Grand Prix Chantal Biya
- Gesamtwertung Tour du Faso
- Les Challenges Phosphatiers – Challenge Khouribga

2016
- Afrikameister – Einzelzeitfahren
- Afrikameisterschaft – Mannschaftszeitfahren
- Challenge du Prince – Trophée de la Maison Royale

2017
- Marokkanischer Meister – Einzelzeitfahren

## Teams
- 2013 Vélo Club SOVAC (ab 1. November)
- 2015 Al Marakeb Cycling Team (ab 1. August)
- 2018 Sharjah Team